# Scooterboy

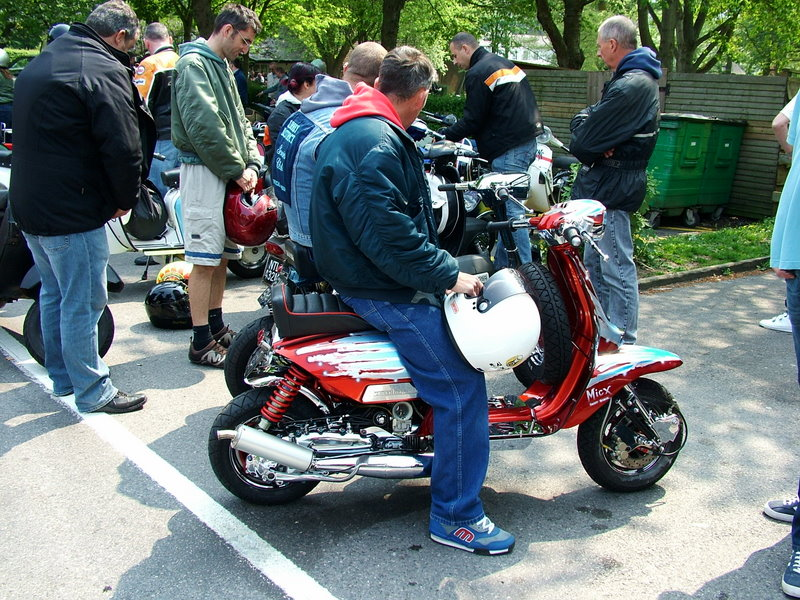

Ein Scooterboy (oder Scooter boy) (englisch Scooter „Motorroller“ und boy „Junge“) ist ein Angehöriger einer Motorroller-affinen Subkultur im Großbritannien der späteren 1970er Jahre, d. h. der Rude boys, Mods und Skinheads.
Mit Scooterboys werden gelegentlich allgemein auch Motorrollerenthusiasten bezeichnet, die nicht zu den drei genannten Gruppierungen gehören.

## Definitionen

### Hard Mods als Zwischenschritt von Mod zu Skinhead
Michael Brake identifiziert die Subkultur anders. Er sieht sie als Untergruppe der Mods, die er in art school mods, mainstream mods und hard mods unterteilt. Scooterboys besitzen nach Brake Italienische Motorroller, d. h. „einen sogenannten ‚Sportwagen‘ der Arbeiterklasse, eingepackt in Zubehör und Anoraks und weite Jeans“. Nach Kayleen Hazlehurst war der Scooterboy mit Anorak, zubehörbehängtem Roller und Industriearbeiterstiefeln ein Übergangserscheinung zwischen den Mods und den Skinheads während der späten 1960er- bis in die frühen 1970er-Jahre.

### Multiples Entstehungsmodell
Nach Gaz Kishere entwickelten sie die Scooterboys aus einer starken New Mod-Einförmigkeit des späten 1970er Mod revival, entstanden durch ein wiedererwachtes Interesse an Motorrollern und Reisen zu Scooterrennen.
Es verband Leute aus unterschiedlichen Jugendsubkulturen, wie Punks oder Psychobillys oder anderen, die neu in der Rollerszene waren und eine eigene subkulturelle Identität suchten. Die Geburt der Scooterboys war auch ein Grund für diejenigen in der New Mod-Szene, die für den Motorroller nur kurzzeitig Interesse zeigten, sich aus der veränderten Szene zurückzuziehen.

### Differenzierte Beobachtungen
Der Autor Mick Middles entdeckt in den Scooterboys mit Bomberjacken und Dr. Martens-Stiefeln Scooterboys der späten 1970er Jahre, einem weiteren Roller Revival ein modifiziertes Erscheinungsbild. Er beschreibt die Zeit des Lambretta-Booms von 1968 bis 1973 wie folgt: „Riesige Gruppen von Scooterboys flohen an jedem Sonntag aus den großen Städten der Grafschaft Lancashire... sie wichen den schnelleren, schmutzigeren Motorrad-Greasern aus und trafen sich in den nahen Seebädern Blackpool und Southport. Dies waren die Tage von Crombie Coats und Two-Tone, Tonic-Hosen, von Brogues ... und Baranthea-Blazern, von Smartness, Neatness, in Kleidung wie der Musik“. Er charakterisierte das späte 1970er-Revival als „etwas von einer Eigentümlichkeit“, in welcher die Rollerbesitzer „mehr an ihren Maschinen interessiert waren - der Mechanik, dem praktischen Nutzen - als an ihrem Aussehen“.

## Rallybesucher
Nach der Beschreibung von Colin Shattuck und Eric Peterson ist ein Scooterboy eher „einer, der auf Scooter Runs (Rollertreffen) fährt und die Veranstaltungsaufnäher (patches) auf einem Kleidungsstück sammelt. Üblicherweise ist dies eine Bomberjacke, aber es kann sich ebenso um andere Jackentyp handeln, eine Mechanikerjacke, eine Motorradjacke oder ein Parka.“ Brown beschrieb die Mod scooter rallies 1980 als regionale Treffen auf `pirate`-run-Basis. 1981 wurden die Treffen nationaler, auch durch die Organisation durch den LCGB (Lambretta Club of Great Britain). 1982 gründete Martin Dixon aus Scarborough, der Herausgeber des Fanzines Scootermania, das National Run Committee. Bei dem Treffen dieses Gremiums trafen sich Abgesandte aller Clubs, um demokratisch die Treffentermine des Jahres abzusprechen. 1982 trafen sich Ostern 1000 Mod-Revivalists in Hastings in Sussex bei einem Mod-Run, während 3000 Scooterboys in Scarborough in Yorkshire zu einer Scooter-Rally des LCGB anreisten.

## Scooterboys in Deutschland
Mitte der 1980er Jahre schwappte der Trend auch nach Deutschland über. Die ersten Scooterruns fanden 1986 statt, z. B. das Scooterist Fun Weekend in Lübeck. Es folgten 1987 Ostern in Hamburg, damals noch als Tagesveranstaltungen. Ab 1988 waren es wochenendumspannende Scooter Runs mit Zeltmöglichkeit. 1989 war die Szene in Deutschland so groß, dass der Stern dieser Jugendbewegung einen 12-seitigen Artikel widmete. Auch in Bravo und Bravo-Girl gab es Artikel. Sogar eine Foto-Liebes-Roman in der Bravo-Girl – Susi der Cliquen-Schreck  – hatte die Scooter-Scene zum Inhalt.
Die Szene zeichnet sich dadurch aus, dass das Reparieren und Modifizieren der Roller (bis hin zu wettbewerbsfähigen Vollumbauten, sog. „Custom-Rollern“) einen wichtigen Platz einnimmt. Die Szene trifft sich bei diversen Gelegenheiten; das können gemeinsamen Ausfahrten, Scooter Runs (Wochenendveranstaltungen), Scooter Rallies (eintägige Veranstaltungen), Soul-Weekender sowie zu den mittlerweile in manchen Regionen üblichem „Anrollern“ und „Abrollern“ (kurze Ausfahrten zu Saisonbeginn und Saisonende) sein.
Die äußere Erscheinung eines typischen Scooter Boys oder Scooterists besteht in fahrttauglicher Ausstaffierung mit Motorradbekleidung, oft eine Jeans- oder Lederweste, die mit dem Clublogo und/oder Runpatches bestickt ist.

## Scooter Runs in Deutschland
Ein Scooter Run bezeichnet kein Rollerrennen, wie oft fälschlich übersetzt, sondern eine szenetypische Veranstaltung mit kompletten Begleitprogramm. „Run“ bedeutet ursprünglich die Anfahrt der Teilnehmer zu einem Treffpunkt. Es hat sich jedoch zu einem Begriff für eine Wochenendveranstaltung entwickelt; deren typischer Ablauf besteht darin, dass eine Gruppierung (wie z. B. ein Scooter-Club oder eine sonstige Interessengemeinschaft) eine Örtlichkeit (Grillplatz oder ein Stück Feld) für ein Wochenende pachtet und über gängige Kanäle (per Post, per Flyer, per Internet) die Szene zu der Veranstaltung einlädt. Üblicherweise besteht die Infrastruktur der Veranstaltung aus einem abgegrenzten Gelände, einem Festzelt, portablen Toiletten und einer Grillbude.
Das Programm beginnt mit der möglichen Anreise der Teilnehmer ab Freitag Abend und einem Musikprogramm (entweder im Festzelt oder in einem Lokal/Kneipe in der Umgebung). Der Hauptteil der Veranstaltung findet am Samstag statt. Tagsüber sind oft Stände von Rollerteilehändlern auf dem Rungelände zu finden. Als Unterhaltungsprogramm finden oft gemeinsame Rundfahrten in der Umgebung (sog. Rollercorso), Custom-Shows (bei der stark umgebaute und umgestaltete Vespas präsentiert und prämiert werden) sowie „Fungames“ statt (meist Trinkspiele). Ab dem frühen Abend starten die eingeladenen DJs mit ihren Sets im Bierzelt. Bevorzugt gespielt werden üblicherweise Northern Soul, Ska und Oi. Am nächsten Tag endet die Veranstaltung mit einem Frühstück, dem Abbau der Zelte und der Abreise der Teilnehmer bis zum Nachmittag. Auf Scooter Runs werde ebenfalls meist „Run Patches“ verkauft, das sind bestickte oder bedruckte Stoffstücke, die mit einem Motiv und dem Ort/Datum der Veranstaltung versehen sind. Sie werden auf die Oberbekleidung (Jacke/Weste) genäht und dienen den Scooterboys als gegenseitiges Erkennungsmerkmal für die Zugehörigkeit zur Szene und die vollzogene Teilnahme an den Veranstaltungen.

## Fachliteratur und Quellen
- Gareth Brown: Scooter Boys. GB Publications, 1989.
- Michael Brake: Comparative youth culture: the sociology of youth cultures and youth subcultures in America, Britain, and Canada. Routledge, 1990, ISBN 0-415-05108-8.
- Kayleen M. Hazlehurst, Cameron Hazlehurst: Gangs and youth subcultures: international explorations. Transaction Publishers, 1998, ISBN 1-56000-363-4.
- Mick Middles: The rise and fall of The Stone Roses: breaking into heaven. Omnibus, 1999, ISBN 0-7119-7546-9.
- David Muggleton: Inside subculture: the postmodern meaning of style. Berg, 2000, ISBN 1-85973-352-2.
- Colin Shattuck, Eric Peterson: Scooters: Red Eyes Whitewalls and Blue Smoke. Speck Press, 2005, ISBN 0-9725776-3-7.
- David Einsiedler: Beziehungskisten, Blech- und Schaltroller mit ihren Fahrern. AD-EINS GmbH, 2007, ISBN 978-3-00-020668-9.
- Ian "Iggy" Grainger: Scooter Lifestyle. Veloce Publishing, 2008, ISBN 978-1-84584-152-2, Scooter Boys Through the 1980s.